# Tephritis
Genre
Tephritis est un genre d'insectes diptères. C'est le sixième plus grand genre de Tephritidae avec environ 170
espèces. Bien que le genre soit connu de la plupart des régions zoogéographiques, la majorité des espèces (environ 120) sont paléarctiques.
L'adulte mesure de 3 à 7 mm ; sa tête est rousse ; ses yeux sont verts à reflets pourpré (T. matricariae ou T. nesii) ou bleus (T. pulchra) ; ses antennes sont courtes. Le tégument de son corps est généralement noir ou brun, plus ou moins roussâtre sur les côtés du thorax. Des soies dures ornent le thorax, elles sont de couleurs sombres, noires ou brunes (T. postica) rarement d'un jaune roux (T. formosa). Le corps est couvert d'une villosité blanche, jaune ou noire, fine sur le thorax, plus longue et formée de soies plus épaisses sur l'abdomen. Les pattes sont rousses ou jaunes. La détermination se base sur l'ornementation alaire.
La plupart des espèces parasitent les capitules d’Asteraceae et quelques espèces induisent la formation de galles dans les tiges ou les racines de ces mêmes Asteraceae.

## Liste des espèces européennes
Selon Fauna Europaea (27 octobre 2018) :

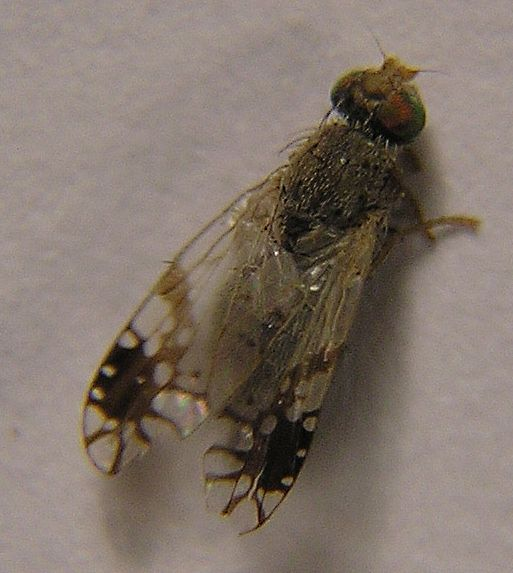
Tephritis cometa

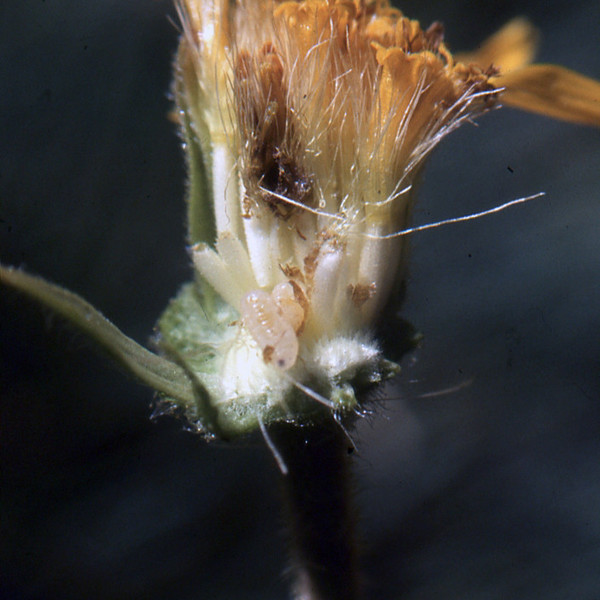
Larve de Mouche de l'Arnica Tephritis arnicae

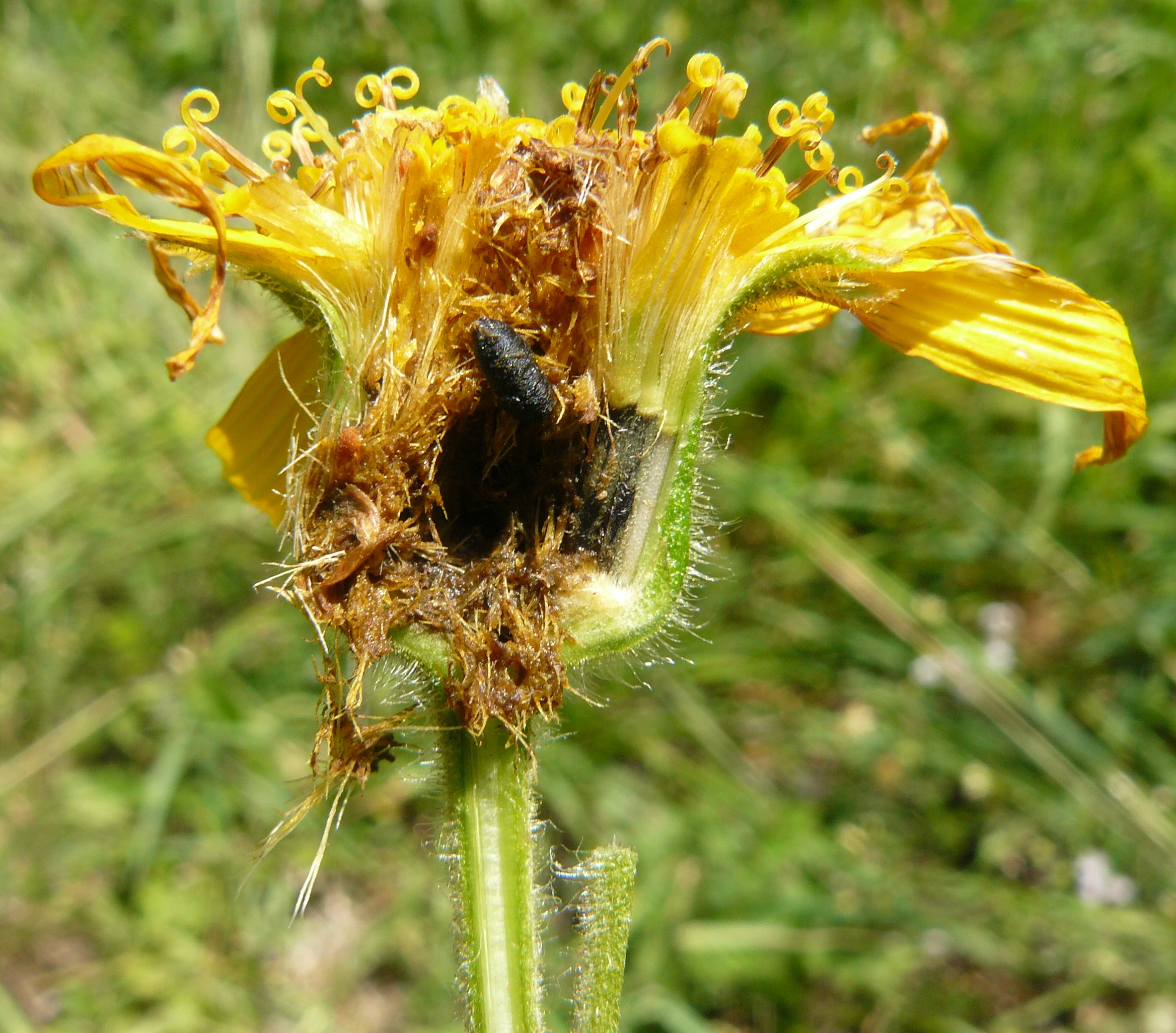
Pupe noire de Tephritis arnicae (Mont Mézenc, France)

- Tephritis acanthiophilopsis Hering, 1938
- Tephritis angustipennis (Loew, 1857)
- Tephritis arnicae (Linnaeus, 1758)
- Tephritis bardanae (Schrank, 1803)
- Tephritis brachyura Loew, 1869
- Tephritis carmen Hering, 1937
- Tephritis cometa (Loew, 1840)
- Tephritis conura (Loew, 1844)
- Tephritis conyzifoliae Merz, 1992
- Tephritis crepidis Hendel, 1927
- Tephritis dilacerata (Loew, 1846)
- Tephritis dioscurea (Loew, 1856)
- Tephritis divisa Rondani, 1871
- Tephritis dudichi Aczel, 1939
- Tephritis fallax (Loew, 1844)
- Tephritis formosa (Loew, 1844)
- Tephritis frauenfeldi Hendel, 1927
- Tephritis heliophila Hendel, 1927
- Tephritis hendeliana Hering, 1944
- Tephritis hungarica Hering, 1937
- Tephritis hurvitzi Freidberg, 1981
- Tephritis hyoscyami (Linnaeus, 1758)
- Tephritis leontodontis (De Geer, 1776)
- Tephritis luteipes Merz, 1992
- Tephritis maccus Hering, 1937
- Tephritis mariannae Merz, 1992
- Tephritis matricariae (Loew, 1844)
- Tephritis mutabilis Merz, 1992
- Tephritis neesii (Meigen, 1830)
- Tephritis nigricauda (Loew, 1856)
- Tephritis postica (Loew, 1844)
- Tephritis praecox (Loew, 1844)
- Tephritis pulchra (Loew, 1844)
- Tephritis recurrens Loew, 1869
- Tephritis ruralis (Loew, 1844)
- Tephritis santolinae Hering, 1934
- Tephritis sauterina Merz, 1994
- Tephritis scorzonerae Merz, 1993
- Tephritis separata Rondani, 1871
- Tephritis simplex (Loew, 1844)
- Tephritis stictica Loew, 1862
- Tephritis tanaceti Hering, 1956
- Tephritis truncata (Loew, 1844)
- Tephritis valida (Loew, 1844)
- Tephritis vespertina (Loew, 1844)
- Tephritis zernyi Hendel, 1927

## Liste complète des espèces
Selon ITIS (27 octobre 2018) :

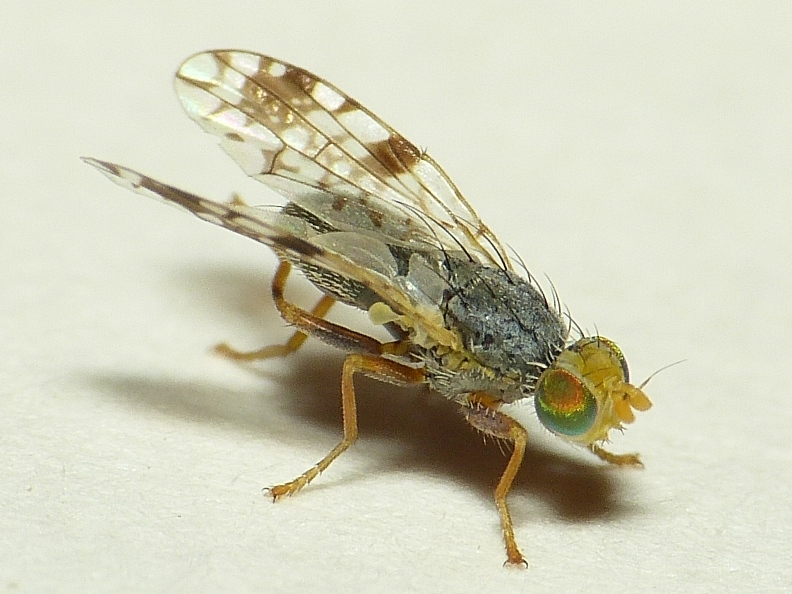
Tephritis angustipennis, la Mouche de l'Achillée sternutatoire

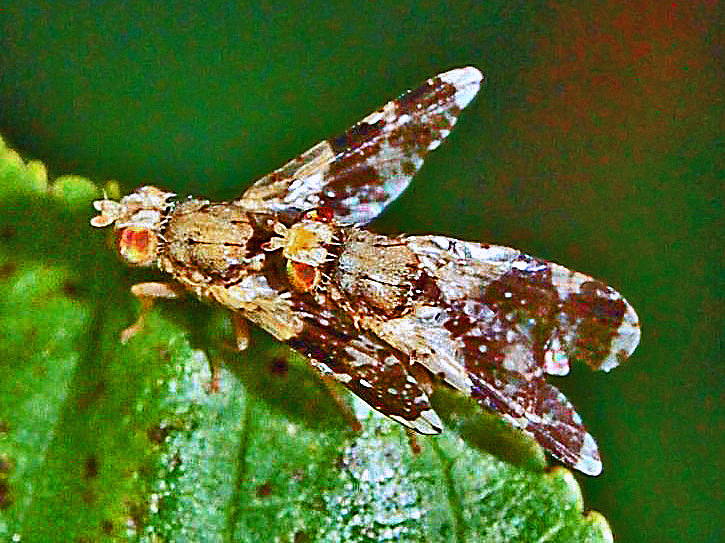
Tephritis formosa - accouplement

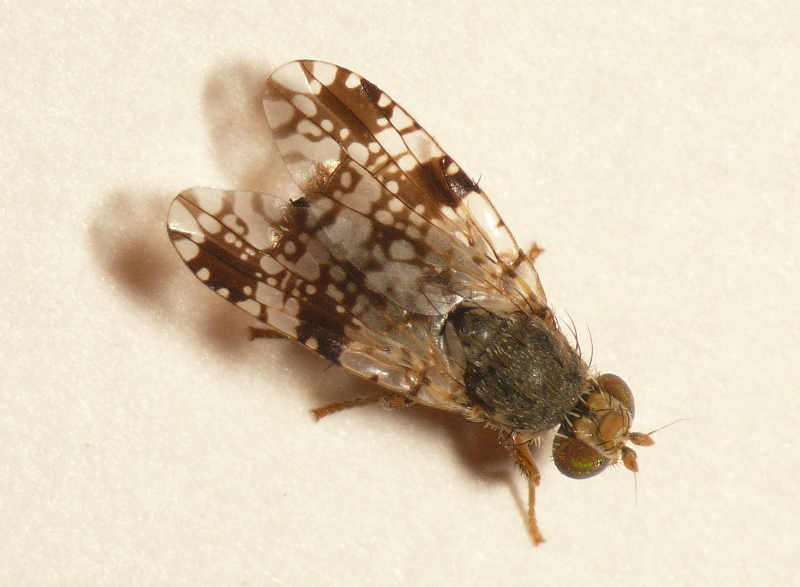
Tephritis crepidis

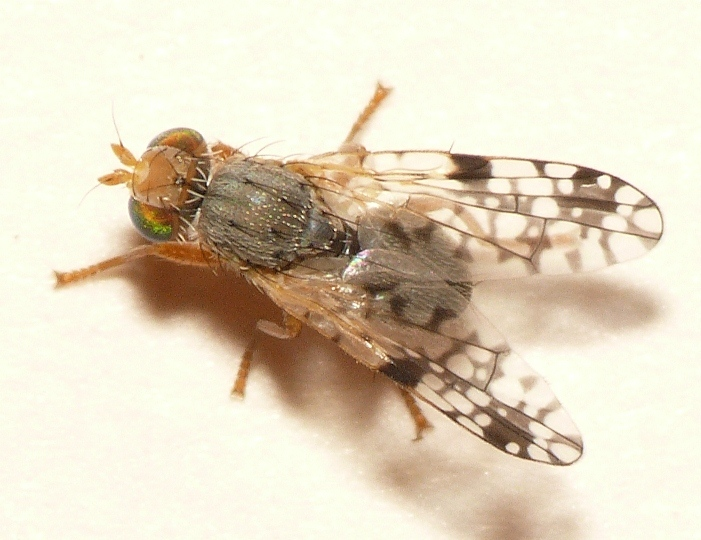
Tephritis dioscurea

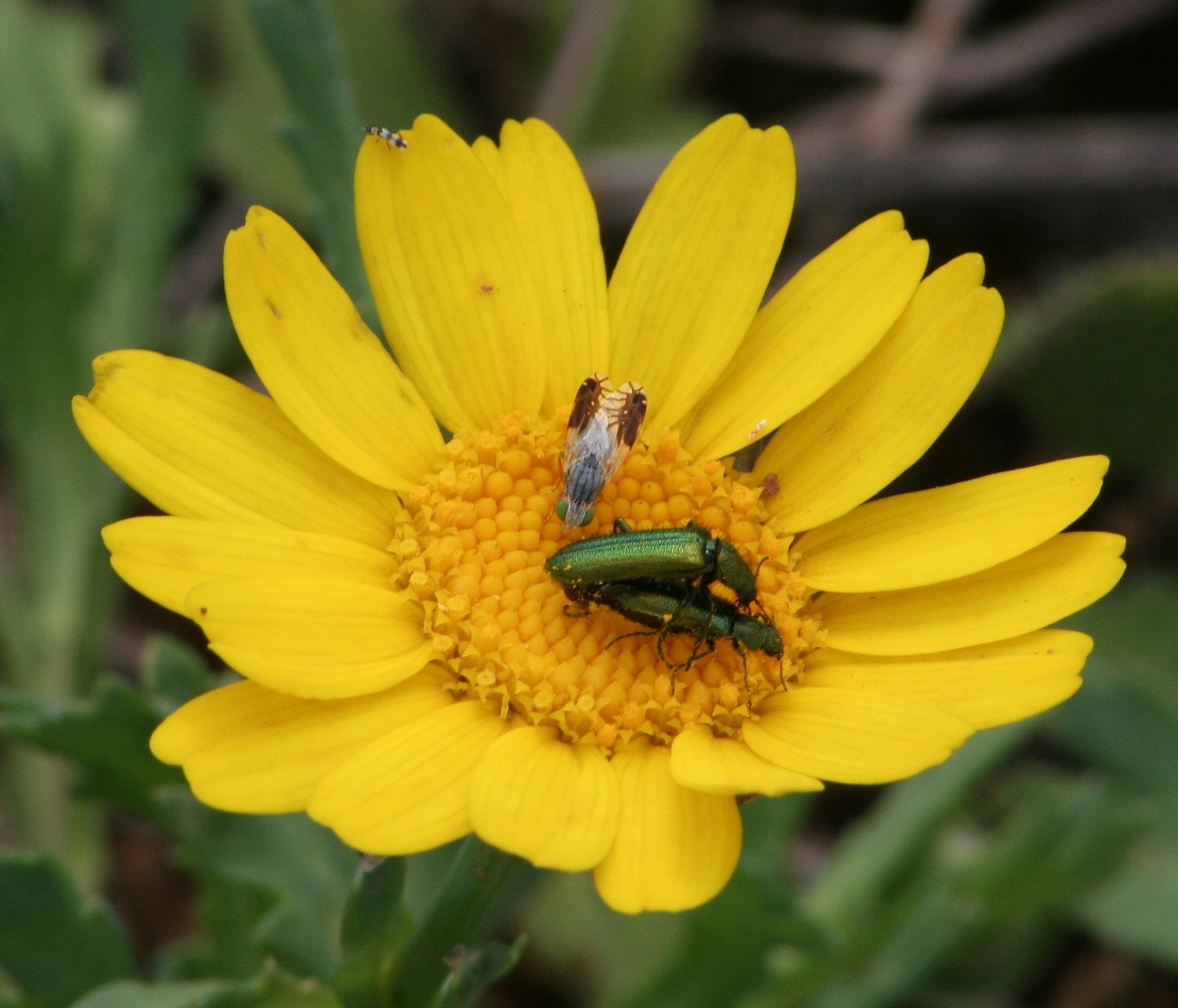
Tephritis divisa

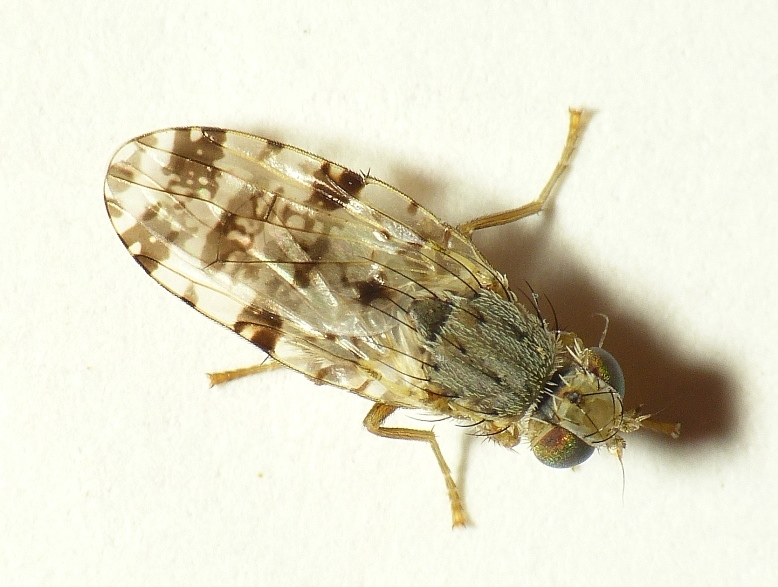
Tephritis hyoscyami

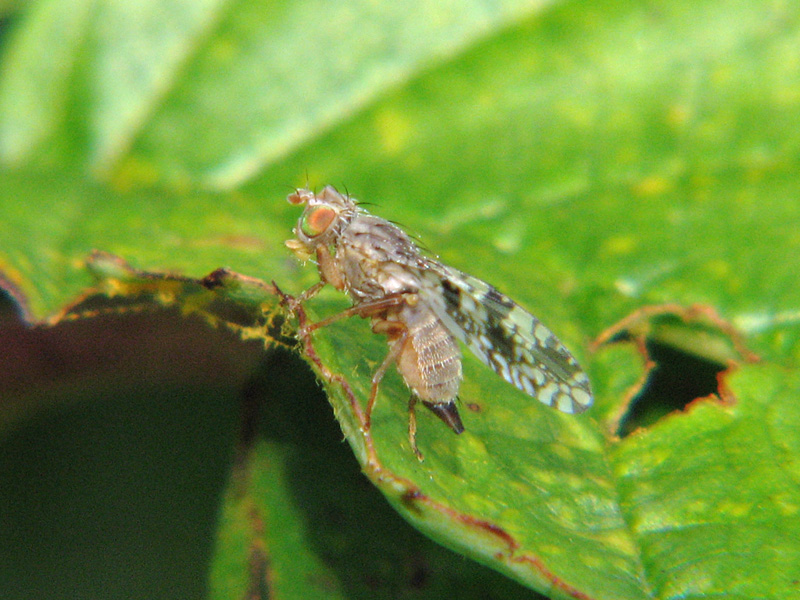
Tephritis leontodontis

- Tephritis academica Bassov & Tolstoguzova, 1994
- Tephritis acanthiophilopsis Hering, 1938
- Tephritis admissa Hering, 1961
- Tephritis afra (Hering, 1941)
- Tephritis alini Hering, 1936
- Tephritis amata Hering, 1938
- Tephritis angulatofasciata Portschinsky, 1892
- Tephritis angustipennis (Loew, 1844)
- Tephritis annuliformis Wang, 1990
- Tephritis araneosa (Coquillett, 1894)
- Tephritis arizonaensis Quisenberry, 1951
- Tephritis arnicae (Linnaeus, 1758)
- Tephritis atocoptera Agarwal & Kapoor, 1988
- Tephritis baccharis (Coquillett, 1894)
- Tephritis bardanae (Schrank, 1803)
- Tephritis bimaculata Freidberg, 1981
- Tephritis biparitita Hendel, 1938
- Tephritis brachyura Loew, 1869
- Tephritis brunnea Hardy & Drew, 1996
- Tephritis bushi Hardy & Drew, 1996
- Tephritis californica Doane, 1899
- Tephritis calliopsis Wang, 1990
- Tephritis candidipennis Foote, 1960
- Tephritis carcassa Dirlbek & Dirlbekova, 1974
- Tephritis cardualis Hardy, 1974
- Tephritis carmen Hering, 1937
- Tephritis cassiniae Malloch, 1931
- Tephritis cincta (Loew, 1844)
- Tephritis cinerea Munro, 1931
- Tephritis cirsicola Hering, 1938
- Tephritis collina Wang, 1990
- Tephritis cometa (Loew, 1840)
- Tephritis conflata Dirlbek & Dirlbek, 1995
- Tephritis consimilis Chen, 1938
- Tephritis consuta Wang, 1990
- Tephritis conura (Loew, 1844)
- Tephritis conyzifoliae Merz, 1992
- Tephritis corolla Richter, 1975
- Tephritis crepidis Hendel, 1927
- Tephritis crinita Hering, 1961
- Tephritis daedala Hardy, 1964
- Tephritis darjeelingensis Agarwal, Grewal et al., 1992
- Tephritis dentata Wang, 1990
- Tephritis dilacerata (Loew, 1846)
- Tephritis dioscurea (Loew, 1856)
- Tephritis distigmata Hardy & Drew, 1996
- Tephritis divisa Rondani, 1871
- Tephritis dudichi Aczel, 1939
- Tephritis duguma Dirlbek, 1975
- Tephritis euarestelloides Richter, 1975
- Tephritis fallax (Loew, 1844)
- Tephritis fascigera Malloch, 1931
- Tephritis femoralis Chen, 1938
- Tephritis flaviventris Hering, 1938
- Tephritis formosa (Loew, 1844)
- Tephritis frauenfeldi Hendel, 1927
- Tephritis furcata Hardy & Drew, 1996
- Tephritis glaciatrix (Enderlein, 1934)
- Tephritis goberti Seguy, 1932
- Tephritis heiseri Frauenfeld, 1865
- Tephritis heliophila Hendel, 1927
- Tephritis hemimelaena (Bezzi, 1920)
- Tephritis hendeliana Hering, 1944
- Tephritis hengduana Wang, 1990
- Tephritis hesperia Hardy & Drew, 1996
- Tephritis hospita Richter, 1975
- Tephritis hungarica Hering, 1937
- Tephritis hurvitzi Freidberg, 1981
- Tephritis hyoscyami (Linnaeus, 1758)
- Tephritis impunctata Shiraki, 1933
- Tephritis jabeliae Freidberg, 1981
- Tephritis joanae Goeden, 1993
- Tephritis jocaste Hering, 1953
- Tephritis kogardtauica Hering, 1944
- Tephritis koreacola Kwon, 1985
- Tephritis kovalevi Korneyev & Kameneva, 1990
- Tephritis kukunoria Hendel, 1927
- Tephritis labecula Foote, 1959
- Tephritis leavittensis Blanc, 1979
- Tephritis ludhianaensis Agarwal & Kapoor, 1988
- Tephritis luteipes Merz, 1992
- Tephritis maccus Hering, 1937
- Tephritis majuscula Hering & Ito, 1953
- Tephritis marginata Malloch, 1931
- Tephritis mariannae Merz, 1992
- Tephritis matricariae (Loew, 1844)
- Tephritis megalura Hering, 1938
- Tephritis michiganensis Quisenberry, 1951
- Tephritis mixta (Walker, 1853)
- Tephritis monapunctata Wang, 1990
- Tephritis mongolica Hendel, 1927
- Tephritis multiguttata (Becker, 1913)
- Tephritis multiguttulata Hering, 1953
- Tephritis mutabilis Merz, 1992
- Tephritis nartshukovi Bassov & Tolstoguzova, 1994
- Tephritis nebulosa (Becker, 1908)
- Tephritis neesii (Meigen, 1830)
- Tephritis nigricauda (Loew, 1856)
- Tephritis obscuricornis Rondani, 1871
- Tephritis oedipus Hendel, 1927
- Tephritis okera (Shinji, 1940)
- Tephritis oligostictica Dirlbek & Dirlbek, 1971
- Tephritis ovatipennis Foote, 1960
- Tephritis pallescens Hering, 1961
- Tephritis palmeri Jenkins, 1989
- Tephritis pantosticta Hardy & Drew, 1996
- Tephritis pelia Schiner, 1868
- Tephritis pentagonella (Bezzi, 1928)
- Tephritis phaeostigma Hardy & Drew, 1996
- Tephritis plebeia Malloch, 1931
- Tephritis poenia (Walker, 1849)
- Tephritis posis Hering, 1939
- Tephritis postica (Loew, 1844)
- Tephritis praecox (Loew, 1844)
- Tephritis prolixa Hardy & Drew, 1996
- Tephritis protrusa Hardy & Drew, 1996
- Tephritis ptarmicae Hering, 1935
- Tephritis pterostigma Chen, 1938
- Tephritis pulchra (Loew, 1844)
- Tephritis pumila Hardy & Drew, 1996
- Tephritis puncta (Becker, 1908)
- Tephritis pura (Loew, 1873)
- Tephritis quasiprolixa Hardy & Drew, 1996
- Tephritis rasa Seguy, 1934
- Tephritis recurrens Loew, 1869
- Tephritis rufina Rondani, 1871
- Tephritis rufipennis Doane, 1899
- Tephritis ruralis (Loew, 1844)
- Tephritis rydeni Hering, 1956
- Tephritis santolinae Hering, 1934
- Tephritis sauterina Merz, 1994
- Tephritis schelkovnikovi Zaitzev, 1945
- Tephritis scitula (Wulp, 1900)
- Tephritis scorzonerae Merz, 1993
- Tephritis separata Rondani, 1871
- Tephritis shansiana Chen, 1940
- Tephritis signatipennis Foote, 1960
- Tephritis simplex (Loew, 1844)
- Tephritis sinensis Chen, 1940
- Tephritis sinica (Wang, 1990)
- Tephritis sonchina Hering, 1937
- Tephritis spreta (Loew, 1861)
- Tephritis stictica Loew, 1862
- Tephritis stigmatica (Coquillett, 1899)
- Tephritis subpura (Johnson, 1909)
- Tephritis subradiata Wulp, 1900
- Tephritis tanaceti Hering, 1956
- Tephritis tasmaniae Hardy & Drew, 1996
- Tephritis tatarica Portschinsky, 1892
- Tephritis theryi Seguy, 1930
- Tephritis thoracica Malloch, 1931
- Tephritis triangula Ito, 1952
- Tephritis truncata (Loew, 1844)
- Tephritis trupanea Hardy & Drew, 1996
- Tephritis trypaneina Hering, 1953
- Tephritis umbrosa Dirlbek & Dirlbek, 1968
- Tephritis valida (Loew, 1858)
- Tephritis variata (Becker, 1908)
- Tephritis vespertina (Loew, 1844)
- Tephritis webbii Doane, 1899
- Tephritis wulpi Norrbom, 1999
- Tephritis zernyi Hendel, 1927

## Espèce éteinte
Selon Paleobiology Database (27 octobre 2018) :
- † Tephritis sophus Gentilini & Korneyev, 2006